# Szentes Tamás (közgazdász)
| Szentes Tamás                             | Szentes Tamás                                        |
| Kattints az alábbi külső linkek egyikére! | Kattints az alábbi külső linkek egyikére!            |
| ----------------------------------------- | ---------------------------------------------------- |
| Nem található szabad kép.(?)              |                                                      |
| külső link · jogvédett                    | G. Fábri, Zsuzsa (Fényképész): Szentes Tamás. (1994) |
| külső link · jogvédett                    | Szentes Tamás. IASK. Advisory Board.                 |

Szentes Tamás (Dunakeszi, 1933. március 8. –) Széchenyi-díjas magyar közgazdász, egyetemi tanár, a Magyar Tudományos Akadémia rendes tagja. A világgazdaságtani és az ezzel összefüggő globalizációs kérdések jelentős kutatója.

## Életpályája
1943-ban kezdte gimnáziumi tanulmányait a Cisztercita Rend budai Szent Imre Gimnáziumában (1949-től József Attila Gimnázium). 1951-ben érettségizett, majd felvették a Marx Károly Közgazdaságtudományi Egyetemre, ahol 1955-ben szerzett közgazdász diplomát. 1959-ben szerezte egyetemi doktori címét.
Diplomájának megszerzése után a Közgazdasági és Jogi Kiadó (ma: Complex Kiadó) szerkesztője és lektora volt, majd 1962-ben az MKKE adjunktusa lett. Közben 1967 és 1971 között a tanzániai Dar es Salaam-i Egyetem tanszékvezető professzora 1965 és 1985 között az MTA Afro-Ázsiai Kutató Központjának, illetve 1985 és 1989 között pedig Világgazdasági Kutató Intézet másodállású főmunkatársa volt. Az oktatói ranglétrát végigjárva 1974-ben egyetemi tanári kinevezést kapott az egyetem világgazdasági tanszékére.
1985-ben a Társadalomtudományi Intézet tudományos igazgató-helyettesévé nevezték ki, majd 1989-ben távozott onnan. 1994-ben kinevezték a világgazdasági tanszék vezetőjévé, amely tisztséget 1998-ig töltött be. 2002-ben emeritálták. 1994-ben és 1996-ban meghívott vendégprofesszorként a kaliforniai UCLA egyetemen oktatott. Korábban több tudományos folyóirat szerkesztőbizottságának is tagja volt, így többek között a Scandinavian Journal of Development Alternatives, a Journal of Peace Research, valamint a Magyar Tudomány (az MTA folyóirata) folyóiratoknak.
1964-ben védte meg a közgazdaság-tudományok kandidátusi, 1974-ben akadémiai doktori értekezését. 1993-ban megválasztották a Magyar Tudományos Akadémia levelező, 1998-ban pedig rendes tagjává. 1995 és 1998 között az MTA Nemzetközi Gazdasági és Fejlődéstani Bizottságának elnöke és a Doktori Tanács tagja, majd 1999-től 2004-ig a Gazdaság- és Jogtudományok Osztályának elnöke volt (utóbbi tisztségénél fogva az MTA elnökségének is tagja volt). Már korábban bekerült a Tudományos Minősítő Bizottságba, valamint a Kutatás-értékelési és a Könyv- és Folyóirat-kiadó Bizottságba is.
Tudományos munkásságán kívül az ENSZ több intézményénél volt meghívott szakértő. 1982 és 1987 között tagja volt az Egyesült Nemzetek Egyeteme (UNU) egyik nemzetközi kutatási programját irányító nemzetközi testületének, 1992 és 1994 között az UNRISD egyik kutatását szervező bizottságnak.

## Munkássága
Fő kutatási területei a világgazdaságtan és a fejlődés-gazdaságtan. Foglalkozott a vonatkozó elméletek történetével és kritikájával is.
Vizsgálatait az úgynevezett „gyengén fejlett” gazdaságok szerkezeti és működési specifikumaival és sajátosságaival (mikro- és makroökonómiai vonatkozásban). Kutatott összehasonlító közgazdaságtani kérdésekkel is, elsősorban a globalizálódás, valamint a nemzetek közötti és nemzeti fejlődés tekintetében. Világ-gazdaságtani kutatásaiban az interdependenciákkal, azaz a függőségek egy esetével is foglalkozott.

## Díjai, elismerései
- Állami Díj (1985) – A mai világgazdasági folyamatoknak, a gazdasági elmaradottság és a fejlődő országok politikai gazdaságtanának nemzetközileg elismert kutatásáért, a nemzetközi tudományos kapcsolatok szélesítése terén kifejtett tevékenységéért.
- az Arany János Közalapítvány a Tudományért nagydíja (1998)
- A Magyar Köztársasági Érdemrend középkeresztje a csillaggal (2003)
- Széchenyi-díj (2008)

## Főbb publikációi
- Kelet-Afrika a szabadság útján. Kenya, Tanganyika, Uganda, Zanzibar; Kossuth, Bp., 1963 (Egy ország – egy könyv)
- Fenyő Béla–Szentes Tamás: Nemzetközi gazdasági és politikai kérdések; Tankönyvkiadó, Bp., 1965
- A gazdasági elmaradottság; Közgazdasági és Jogi, Bp., 1965 (Világgazdasági kérdések)
- Kende István–Szentes Tamás: Fejlődő országok nem-kapitalista útja; Kossuth, Bp., 1966
- Az ú.n. gazdasági elmaradottság okai, ismérvei és nemzetközi aspektusa; MTA, Bp., 1967 (Tanulmányok a fejlődő országokról) (franciául, oroszul is)
- Fekete-Afrika gazdasága; MTA, Bp., 1967 (Tanulmányok a fejlődő országokról) (angolul, oroszul is)
- A gazdasági elmaradottság értelmezései; MTA, Bp., 1967 (Tanulmányok a fejlődő országokról) (angolul, oroszul is)
- Interprétation de l'état du sous-développement économique; MTA, Bp., 1969 (Études sur les pays en voie de développement)
- The Political Economy of Underdevelopment (1971, 1973, 1976, 1983, 1988) (arabul, lengyelül, németül, oroszul, spanyolul is)
- Elmaradottság és fejlesztés. Az elmaradottság leküzdésének kérdései Afrikában; Közgazdasági és Jogi, Bp., 1972
- Az elmaradottság és fejlettség dialektikája a tőkés világgazdaságban (1976)
- Introduction to development studies; International Institute for the Training of Journalists, Bp., 1977
- Kritikai elméletek és elméletkritikák. Bevezetés a fejlődés-tudományokba; vál. Szentes Tamás, Béládi László, Miszlivetz Ferenc; MKKE, Bp., 1979 (Fejlődés-tanulmányok)
- Polgári és "újbaloldali" elméletek a tőkés világgazdaságban (1980) (angolul, oroszul is)
- Theories of World Capitalist Economy (1985)
- Économie politique du sousdéveloppement (Az elmaradottság politikai gazdaságtana); angolról franciára ford. Martine Azoulai; Harmattan, Paris, 1986 (Bibliothèque du développement)
- The Transformation of the World Economy (1988)
- A kelet-európai átalakulás és a világgazdaság (1990)
- Világgazdasági elméletek. Történeti és kritikai áttekintés; Aula, Bp., 1990
- Egyenlőtlenségek és egyensúlytalanságok a világgazdaságban – reformtervek és gyakorlati intézkedések enyhítésükre; BME, Bp., 1991
- A világgazdaság és a nemzetközi gazdasági diplomácia időszerű kérdései (1992)
- A világgazdaságtan elméleti és módszertani alapjai (1995)
- Világgazdaság, nemzeti fejlődés és az elméletek relevanciája. Akadémiai székfoglaló. 1994. május 4.; Akadémiai, Bp., 1997 (Értekezések, emlékezések)
- Világgazdaságtan I. – Elméleti és módszertani alapok (2001)
- Globalizáció, regionális integrációk és nemzeti fejlődés korunk világgazdaságában (2002)
- World Economics I.: Comparative Theories and Methods of International and Development Economics (2002, 2005)
- World Economics II.: The Political Economy of Development, Globalisation and System Transformation (2003)
- Fejlődés, versenyképesség, globalizáció, 1-2.; többekkel; Akadémiai, Bp., 2005-2006
- Ki, mi és miért van válságban? A leegyszerűsítő nézetek és szemléletmód kritikája (2009)
- Benczes István–Csáki György–Szentes Tamás: Nemzetközi gazdaságtan; Akadémiai, Bp., 2009 (Nemzetközi gazdaság szakkönyvtár)
- Budapesti népegészségügy. Budapest lakossága, egészségi állapota és népegészségügyi programja; szerk. Ádány Róza, Szentes Tamás; Medicina, Bp., 2014